# Emberá

Localização da comarca no Panamá.

Emberâ-Wounaan é uma comarca indígena do Panamá com status de província. Possui uma área de 4.398,00 km² e uma população de 9.544 habitantes (censo 2010), perfazendo uma densidade demográfica de 2,17 hab./km².
Esta comarca fue criada pela lei nª 22 de 1983, a partir da província de Darién, no território das etnias indígenas Emberâ y Wounaan. Sua capital é a cidade de Unión Chocó, em Cirilo Guaynora.
A comarca está conformada por 2 distritos (capitais entre parênteses):
- Cémaco (Unión Chocó), antes parte de Chepigana, ao nordeste. Habitado por 28 comunidades, está conformado pelos corregimentos de Cirilo Guaynora, Lajas Blancas, Manuel Ortega.
- Sambú (Puerto Indio), emancipado de Pinogana, no suleste. Habitado por 13 comunidades, está conformado por los corregimentos de Jingurodó e Río Sábalo.